# Walter von Medem
Walter-Eberhard Alexander Albert Freiherr von Medem, né le 4 mai 1887 à Liegnitz et mort le 9 mai 1945 à Prague, est un journaliste et officier allemand, issu d'une branche de la famille noble germano-balte von Medem.

## Carrière
De 1914 à 1918, Medem sert comme officier au 3e régiment d'artillerie de campagne de la Garde pendant la Première Guerre mondiale, où il atteint le grade de capitaine.
Après la guerre, il devient le commandant du corps franc Medem, qui porte son nom. L'unité participe à la guerre d'indépendance de la Lettonie dans les États baltes et, entre autres, à la libération de Riga du contrôle des forces révolutionnaires en mai 1919.
Dans la république de Weimar, Medem s'engage politiquement au sein du Parti populaire national allemand et, à partir de 1924, au sein de la Ligue des soldats du front Stahlhelm, dont il est membre du bureau fédéral (direction). Durant ces années, il concentre ses activités sur le journalisme. Il travaille d'abord comme rédacteur pour l'Ostpreußische Zeitung et l'Allensteiner Zeitung, puis en 1922, il passe au Telegraphen-Union. De 1926 à 1940, il est rédacteur en chef du journal Tag à Berlin.
Le 1er mai 1933, Medem adhère au NSDAP (numéro de membre 2 580 698) et en même temps à la SA, où il est promu au grade de SA-Standartenführer le 1er décembre 1933. Le 30 janvier 1942, il est promu SA-Oberführer.
Medem était un protégé d'Alfred Rosenberg. Lorsqu'il devient ministre du Reich pour les territoires de l'Est occupés, Rosenberg le considère comme l'un des rares Germano-Baltes « de confiance » car « éduqués par le national-socialisme ». Medem est notamment autorisé à retourner dans son pays d'origine en vue d'obtenir un poste de haut rang au sein du Reichskommissariat Ostland. Rosenberg nomme Medem commissaire régional de Mitau le 25 juillet 1941. Ces actions sont loués dans les rapports d'Albert Hoffmann (en) à Martin Bormann, mais le déplacement dans les États baltes d'anciens combattants du Corps franc par Medem rencontrèrent le rejet le plus catégorique de la part d'Himmler. La population balte « ne devait pas être perturbée par le retour des barons germano-baltes », estima l'adjudant de Rosenberg, Werner Koeppen (de).
Medem meurt le 9 mai 1945 à Prague, lors de l'invasion de l'Armée rouge à la fin de l'insurrection de Prague.
En tant que publiciste, Medem publia, entre autres, les livres Stürmer von Riga (1935) et Fliegende Front (1942).
Après la fin de la Seconde Guerre mondiale, plusieurs de ses écrits furent placés sur la liste des œuvres littéraires à exclure de la zone d'occupation soviétique en Allemagne,.